# 佐野秀匡
佐野 秀匡（さの ひでまさ、1984年5月28日 - ）は、日本の男子競泳の元選手、指導者。

## 来歴
- 1984年5月28日、富山県に生まれる。
- 八王子市立別所中学校→八王子高等学校→明治大学法学部
- ミズノスイムチーム、アクラブ調布所属
- 2012年5月25日に現役引退を表明。
- 2014年明治大学体育会水泳部監督に就任。

## 主な成績
- 2005年7月、モントリオール世界水泳200m個人メドレー2分00秒70で5位、400m個人メドレー4分17秒72で6位[1]。
- 2006年8月、第10回パンパシフィック水泳選手権200m個人メドレー2分01秒50で5位、400m個人メドレー4分22秒41で7位[2]。
- 2007年3月、メルボルン世界水泳200m個人メドレー2分00秒57で9位、400m個人メドレー4分22秒68で15位[3]。

## 自己ベスト
| 泳法         | 距離 | 水路   | 記録      | 樹立日        | 大会名                             | 備考             |
| ------------ | ---- | ------ | --------- | ------------- | ---------------------------------- | ---------------- |
| 個人メドレー | 200m | 長水路 | 1分59秒84 | 2008年8月2日  | US Open in Minneapolis, Minnesota  | [ 4 ]            |
| 個人メドレー | 400m | 長水路 | 4分16秒18 | 2006年12月2日 | 第15回ドーハアジア競技大会         |                  |
| 個人メドレー | 200m | 短水路 | 1分54秒92 | 2009年2月22日 | 第50回日本短水路選手権水泳競技大会 | アジア・日本記録 |
| 個人メドレー | 400m | 短水路 | 4分05秒15 | 2009年2月21日 | 第50回日本短水路選手権水泳競技大会 | 日本記録         |